# Johann Rudolf Glauber
Johann Rudolf Glauber (10. března 1604, Karlstadt am Main – 16. března 1670, Amsterdam) byl německo-nizozemský alchymista, chemik a lékárník. Někdy je nazýván „otcem chemie“.

## Život
Narodil se v početné rodině holiče v německém Karlstadtu, kde pravděpodobně absolvoval latinskou školu, další soustavné vzdělání není jasné, snad studoval farmacii. Nějakou dobu se živil jako výrobce zrcadel až onemocněl tyfem, z něhož se údajně sám vyléčil minerální vodou. Žil ve Vídni (1625), v Salcburku, Giessenu, Wertheimu (1649-1651), Kitzingenu (1651-1655), Basileji, Paříži, Frankfurtu nad Mohanem, Kolíně nad Rýnem a nakonec se natrvalo usadil v Amsterdamu. Později se živil jako lékárník, a to i jako knížecí dvorní lékárník v Giessenu. Později v Amsterdamu měl velký úspěch, zbohatl, ale roku 1649 udělal bankrot.
Byl dvakrát ženatý, se svou druhou ženou Helenou Corneliusovou měl osm dětí. Jeho synové Johannes Glauber, Johann Gottlieb Glauber a dcera Diana jsou známi jako umělci.
Roku 1660 onemocněl, snad otravou chemikáliemi. a po úrazu roku 1666 zůstal upoután na lůžko. Je pohřben v amsterdamském kostele Westerkerk, kde má pamětní desku.

## Dílo
V chemii byla jeho největším objevem sloučenina, kterou nazýval Zázračná sůl (Sal mirabilis). Vyrobil ji z chloridu sodného a kyseliny sírové. Dosud se označuje jako Glauberova sůl (síran sodný). Glauber jí připisoval mimořádné alchymické, ba světodějné kvality, v praxi se osvědčila jako účinné i bezpečné projímadlo. Dnes je ceněno zejména to, že současně s touto solí vzniká kyselina chlorovodíková (solná), což mělo mít později zásadní vliv na vývoj textilního průmyslu - kyselina chlorovodíková se užívala například k bělení textilií. Glauber zdokonalil též výrobní postup kyseliny dusičné a jako první vyrobil řadu anorganických látek. Roku 1646 objevil "chemickou zahrádku", zajímavé struktury, které připomínají rostliny a vznikají po vložení krystalků chloridu železnatého do roztoku vodního skla.
Napsal asi čtyřicet knih, v knize Furni novi philosophici (Nové filosofické pece) jsou popsány nové konstrukce pecí a destilačních přístrojů. Glauber zdokonalil laboratorní techniku a někteří jej pokládali za vynálezce měchů nebo dokonce komínů.
Vladimír Karpenko v Českém rozhlase zdůraznil, že Glauber byl i průkopníkem v oblasti podnikání: „V Glauberovi, badateli na pomezí chemie a alchymie, se začíná rýsovat postava podnikatele nového typu, který pracuje mimo klasické cechy. Nebyl v žádném. Dokladem jeho podnikavosti byla smlouva s Otto Sperlingem. Tomu Glauber prodal návody a povolení k výrobě v Dánsku, Norsku a v jiných severních zemích různých produktů. Sperling se zavázal platit Glauberovi ročně 400 říšských tolarů, případně pokutu 1000 tolarů, kdyby prozradil návody někomu odjinud než z výše vyjmenovaných zemí.“

## Spisy (výběr)
- Dess Teutschlands Wohlfahrt (1656-1661; Blahobyt pro Německo)
- Operis mineralis Oder Vieler künstlichen und nutzlichen metallischen Arbeiten Beschreibung, (1651–1652; Operis mineralis aneb popis mnoha umných a užitečných prací s kovy)
- Opera omnia (sebrané spisy), 7 svazků 1669
- De Auri Tinctura sive Auro Potabili Vero: Was solche sey/ vnnd wie dieselbe von einem falschen vnd Sophistischen Auro Potabili zu vnterscheiden vnd zu erkennen … wozu solche in Medicina könne gebraucht werden. Beschrieben vnd an Tag gegeben Durch Joh. Rud. Glauberum (1646; O pravé zlaté tinktuře a k čemu by v medicíně mohla být)
- Furni Novi Philosophici Oder Beschreibung einer New-erfundenen Distilir-Kunst: Auch was für Spiritus, Olea, Flores, und andere dergleichen Vegetabilische/ Animalische/ und Mineralische Medicamenten/ damit … können zugericht und bereytet werden, 2 sv. 1646-1647
- Johann Rudolf Glauberi Apologia oder Verthaidigung gegen Christoff Farners Lügen und Ehrabschneidung, 2 sv. 1655
- Zweyte Apologia, oder Ehrenrettung gegen Christoff Farnern, Speyerischen Thom-Stiffts Schaffnern zu Löchgaw, unmenschliche Lügen und Ehrabschneidung 1656
- Tractatus De Medicina Universali, Sive Auro Potabili Vero. Oder Außführliche Beschreibung einer wahren Universal Medicin: wie auch deroselben Wunderbahrlichen grossen Krafft und Wirckung. . - Der jetzigen blinden Welt … wolmeinend beschrieben und an Tag gegeben Durch Johan. Rudolph. Glauber, 2 vols. 1657
- Tractatus de natura salium, '(2 sv. 1658-1659; Pojednání o povaze solí)
- Tractatus de signatura salium, metallorum, et planetarum, sive fundamentalis institutio, evident. monstrans, quo pacto facillime non solum salium, metall., atque planetarum … supputari queant (1658; Dostupné online)
- Opera chymica: Bücher und Schrifften, so viel deren von ihme bißhero an Tag gegeben worden; jetzo vom neuen übersehen und vermehret (Collected Works), 2 sv. 1658-1659 (Dostupné online)
- Explicatio oder Außlegung über die Wohrten Salomonis: In herbis, verbis, et lapidibus, magna est virtus, 2 sv. 1663-1664
- Libellus dialogorum, sive colloquia, nonnullorum Hermeticae medicinae, ac tincturae universalis 1663
- Von den dreyen Anfangen der Metallen, alß Schwefel, Mercurio und Salz der Weisen 1666
- De Elia artista (1667; O Eliášovi umělci)
- De tribus lapidibus ignium secretorum: Oder von den drey Alleredelsten Gesteinen (1667; O třech kamenech s tajnými ohni Dostupné online)
- Libellus ignium: Oder Feuer-Buechlein, Darinnen von unterschiedlichen frembden und biß Dato noch gantz unbekandten Feuern gehandelt: Wozu sie dienen und was für unglaubliche Dinge und unaußsprechlicher Nutzen dem Menschlichen Geschlecht dadurch kommen und zu wegen gebracht werden koenne. Zu Gottes Ehre und Dienst deß Nechsten wolmeinend beschrieben und an Tag gegeben durch Joh. Rudoph. Glauberum (1663; Knížka ohňů. .... Obsahuje popis cizích a dosud neznámých ohňů i neslýchaného užitku, který by mohly lidstvu přinést. Ke cti Boží a prospěchu bližních vydal J. R. Glauber. Dostupné online)
- Glauberus concentratus: oder, Kern der Glauberischen Schrifften..., Lipsko-Vratislav 1715 – výbor z díla, opakovaně vydaný jako příručka farmakologie; dostupný online

## Památky
- Františkovy Lázně: Dvorana Glauberových pramenů – stavba Ernsta Engelhardta z let 1929-60 nad čtyřmi prameny užívanými k pitné kúře a zejména v balneoprovozu (vrty nazvané Glauber I, Glauber II, Glauber III, Glauber IV)
- Glauberova ulice – v německých městech Karlstadt, Kitzingen, Keltern, Eussenheim